# Tomb Raider II
Tomb Raider II, также известная как Tomb Raider II: Starring Lara Croft (с англ. — «Расхитительница гробниц 2: Лара Крофт в главной роли») — вторая игра в серии Tomb Raider, разработанная британской студией Core Design и выпущенная в 1997 году Eidos Interactive для платформ Windows и PlayStation. В 1998 году игра была портирована на Mac OS, в 1999 году для Windows вышло переиздание Tomb Raider II: Golden Mask, содержащее улучшения и дополнительные уровни.
К 2009 году было продано свыше 6,8 млн копий игры по всему миру, в Великобритании Tomb Raider II стал второй самой продаваемой игрой для PlayStation.

## Игровой процесс
Игровой процесс Tomb Raider II не претерпел больших изменений по сравнению с первой частью. Основными нововведениями стали новые виды оружия (включая гарпун и гранатомёт) и акробатические движения, а также возможность управлять транспортными средствами (моторная лодка и снегоход). Теперь главная героиня может зацепляться за уступы как с вертикального, так и горизонтального прыжка, делать разворот в прыжке таким образом, чтобы приземляться лицом к сзади стоящему противнику. В экипировке появились фальшфейеры, позволяющие исследовать тёмные участки карты.
В движке игры были исправлены ошибки в позиционировании камеры и рендеринга, добавлены динамическое освещение и настраиваемое управление персонажем. Улучшения в графической подсистеме позволили отрисовывать огромные открытые пространства с большим количеством полигонов.
Внешний вид Лары Крофт слегка изменился — теперь у неё появилась свободно развевающаяся коса, трёхмерная модель стала более детализованной, появились новые костюмы, которые сменяются по мере прохождения сюжета.
Условия прохождения уровней не изменились: игроку необходимо пройти линейный уровень от начала до конца, попутно сражаясь с встречающимися противниками и решая головоломки. На уровнях появились секретные области, в которых можно находить статуэтки драконов — серебряные, нефритовые или золотые (в зависимости от сложности обнаружения). Собрав все статуэтки на уровне, игрок получает в награду различные предметы снаряжения.
В игре присутствует обучающий уровень «Особняк Крофтов», значительно переработанный по сравнению с первой игрой.

## Сюжет
По преданиям, китайский император Цинь Шихуанди протыкал своё сердце мифическим кинжалом Сианя во время битв и превращался в золотого огнедышащего дракона. Во время битвы с силами тибетских монахов, император погибает по неосторожности, позволив монаху вытащить кинжал из сердца дракона. Император умер, а кинжал был возвращён в храм Сианя глубоко под Великой Китайской стеной.
В 1997 году, во время очередного археологического рейда, Лара Крофт обнаруживает намертво запертую дверь под стеной, и в это время её атакует воинственно настроенный человек. Из разговора с ним Лара узнаёт легенду о Кинжале, а также о лидере венецианской мафии Марко Бартоли, который также является членом культа «Fiamma Nera» («Чёрное пламя»), поклоняющегося силе Кинжала. Лара отправляется в Венецию, находит тайное место мафии, проникает в разрушенный театр, и пытается следовать за Бартоли в грузовом отсеке его личного самолёта, но её оглушает один из бандитов.
Самолёт прибывает на нефтяную платформу, принадлежащую Бартоли. На платформе Лара вырывается из плена и находит монаха Чена Баркханга в предсмертном состоянии вблизи зоны погружения подводных лодок. Он рассказывает что дверь к храму Сианя откроет амулет Талион, хранящийся в Ледяном дворце под монастырём. Но вход в дворец запечатан амулетом Серафа. Сераф перевозили на лайнере «Мария Дория», затонувшем где-то по-близости. Чена убивает Марко, а Лара успевает зацепиться на батискаф. Крофт находит на затонувшем лайнере Сераф. Она возвращается на станцию, крадёт самолёт и летит в Тибет в храм Баркханг. Там, с помощью монахов, она находит проход в подземелья монастыря, где встречает йети и хранителя Талиона. Она побеждает его, забирает артефакт, и отправляется обратно в Китай. Открыв дверь, Лара попадает в древний храм Сианя.
Лара почти забирает кинжал, но попадает в ловушку и вынуждена подниматься наверх, но слишком поздно. В храме она наблюдает за членами культа дракона и лично Бартоли, протыкающего своё сердце кинжалом, хранящимся в комнате жертвоприношений. Лара следует за ними и попадает в особенное измерение — Плавающие Острова — пристанище дракона. Там Лара находит Бартоли, который превратился в золотого дракона. Она с трудом побеждает его, вытащив кинжал из грудной клетки дракона. Дракон умирает, пещера начинает обваливаться. Лара успевает выбраться, но теряет сознание. Через несколько часов она очнулась у горящего участка Китайской стены. В своём поместье Лара рассматривает кинжал, но в это время на дом нападают остатки «Fiamma Nera». Лара отбивается от врагов и идёт в душевую комнату.

## Разработка
Разработка Tomb Raider II началась ещё до выхода первой части. В процессе разработки Tomb Raider сотрудники Core Design прорабатывали множество идей игрового процесса, часть из которых было решено перенести в продолжение. Хотя часть оригинальной команды покинула студию (среди них был и ведущий дизайнер Лары Крофт Тоби Гард), основной костяк команды разработки оставался прежним. Несмотря на то, что оригинальный Tomb Raider был выпущен в спешном режиме, вторую часть издатель Eidos Interactive распорядился выпустить в ещё более сжатые сроки — порядка восьми месяцев, при этом ожидалось, что вторая часть по наполнению будет в два раза больше. Благодаря тому, что у студии уже был отлаженный движок от первой части и увеличенный под разработку сиквела штат, игру удалось выпустить в назначенный срок.
Композитору Натану Маккри было выделено гораздо большее время на написание музыки к новой части, чем к Tomb Raider: за три месяца им было написано в два раза больше музыкальных композиций.
В отличие от оригинальной Tomb Raider, которая первоначально вышла на консолях PlayStation и Sega Saturn, Tomb Raider II вышла только на PlayStation. У студии были планы выпустить порт второй части на Sega Saturn, однако в дальнейшем она от них отказалась, ссылаясь на технические трудности при портировании. Core Design планировала использовать картридж 3D-ускорения, разрабатываемый для порта Virtua Fighter 3, однако его разработка была отменена до того, как Tomb Raider II была завершена. В сентябре 1997 года Sony и Eidos Interactive подписали соглашение об эксклюзивном выходе частей Tomb Raider на консоли PlayStation сроком до 2000 года.
Планировалось, что главную героиню вновь озвучит британская актриса Шелли Блонд, однако во время разработки продолжения она была занята. Она дала разрешение на использование сэмплов со вздохами, криками и восклицаниями, но для записи основных сюжетных реплик была привлечена Джудит Гиббинс.

## Версии и дополнения
Оригинальная Tomb Raider II вышла для Windows 95, Mac OS и PlayStation, незначительно отличающихся друг от друга. Позднее Tomb Raider II была доступна для скачивания в PlayStation 3 через PlayStation Network. 27 октября 2011 года игра была выпущена для Mac OS X и была доступна в Mac App Store. PC-версия переиздавалась через сервисы цифровой дистрибуции Steam и GOG.com.
В 1999 году для Windows вышло переиздание игры под названием Tomb Raider II: Golden Mask (Tomb Raider II Gold в Северной Америке). Помимо оригинального контента, переиздание содержало четыре дополнительных уровня в виде отдельного приключения, посвящённого поиску артефакта «Золотая маска». Лара Крофт находит выцветшую фотографию, на которой изображён инуит-китобой с Золотой маской в руках. Легенды гласят, что эта маска принадлежит духу Торарсуку, который якобы может вселяться в носителя маски и наделять его сверхспособностями.

### Tomb Raider I—III Remastered
14 сентября 2023 года Crystal Dynamics и Aspyr Media анонсировали выход ремастера игры в составе сборника Tomb Raider I—III Remastered (включая все дополнения к играм трилогии, до этого выходившие экслюзивно для Windows) для PlayStation 5, PlayStation 4, Xbox Series X/S, Xbox One, Nintendo Switch и Windows. Сборник вышел 14 февраля 2024 года. Помимо различных улучшений, связанных с игровым процессом и графикой, в ремастере существует возможность переключения между современной и оригинальной графикой в любой момент.

## Критика
| Сводный рейтинг       | Сводный рейтинг       |
| Агрегатор             | Оценка                |
| --------------------- | --------------------- |
| Metacritic            | 85/100                |
| Иноязычные издания    |                       |
| Издание               | Оценка                |
| EGM                   | 9/10                  |
| GameSpot              | PC: 8,2/10 PS: 5,7/10 |
| IGN                   | 8/10                  |
| Русскоязычные издания |                       |
| Издание               | Оценка                |
| «Игромания»           | [ 28 ]                |
| «НИМ»                 | 7,8 из 10             |
| «Страна игр»          | 9 из 10               |

Большинство критиков положительно отозвалась о Tomb Raider II, средний рейтинг Metacritic PS-версии достиг 85 % на основе 13 рецензий. Хотя критики отметили небольшую разницу в технических деталях по сравнению с оригинальной игрой, большинство из них согласилось, что этих изменений оказалось достаточно, чтобы создать великолепную игру. Критики положительно отметили добавление техники и возможность карабкаться по стенам. Практически все критики охарактеризовали Tomb Raider II как чрезвычайно сложную игру на начальных этапах.
Electronic Gaming Monthly назвал Tomb Raider II «Приключенческой игрой 1997 года». В августе 1998 года Tomb Raider II для PC и PS получили «платиновый» статус от немецкой организации Verband der Unterhaltungssoftware Deutschland (VUD), что означает достижение продаж 200 тысяч копий игры в Германии, Австрии и Швейцарии. Игра заняла пятое место в Германии по количеству продаж в 1998 году.
Франшиза Tomb Raider к концу 1990-х годов была на пике своей популярности: велись переговоры о киноадаптации игровой серии, Лара Крофт появилась в рекламных роликах автомобилей SEAT и напитков Lucozade. Её изображение использовалось группой U2 во время мирового турне 1997 года PopMart Tour. Как и первая часть, Tomb Raider II в итоге стала одним из величайших хитов PlayStation.